# كارلوس سواريز (لاعب كرة قدم)
كارلوس سواريز (بالإسبانية: Carlos Suárez Valdez) (26 أبريل 1992 في فنزويلا - ) هو لاعب كرة قدم فنزويلي في مركز الوسط. شارك مع منتخب فنزويلا لكرة القدم. أما مع النوادي، فقد لعب مع نادي بورتوغيزا ونادي كارابوبو.

## وصلات خارجية
- كارلوس سواريز على موقع قاعدة بيانات كرة القدم.إي يو (الإنجليزية)
- كارلوس سواريز على موقع ناشيونال فوتبول تيمز (الإنجليزية)
- كارلوس سواريز على موقع Soccerway.com (الإنجليزية)